# Jiří Čtvrtečka
Jiří Čtvrtečka, född 2 december 1942 i Prag, död 4 februari 2025, var en tjeckisk kanotist som tävlade för Tjeckoslovakien under sin aktiva karriär.
Čtvrtečka tog under sin karriär tre VM-medaljer. Han tog brons i C-1 1000 meter vid VM 1970 i Köpenhamn, brons tillsammans med Tomáš Šach i C-2 500 meter vid VM 1974 i Mexico City och silver tillsammans med Tomáš Šach i C-2 500 meter vid VM 1975 i Belgrad. Čtvrtečka tog även brons i C-1 1000 meter vid EM 1967 i Duisburg.
Čtvrtečka deltog även i tre olympiska spel. Han slutade på fjärde plats i C-1 1000 meter vid olympiska sommarspelen 1968 Mexico City, sjunde plats i C-1 1000 meter vid olympiska sommarspelen 1972 München. Vid olympiska sommarspelen 1976 i Montréal tävlade Čtvrtečka tillsammans med Tomáš Šach och de slutade på sjätte plats i C-2 1000 meter samt på åttonde plats i C-2 500 meter.